# 6848 Casely-Hayford
A 6848 Casely-Hayford (ideiglenes jelöléssel (6848) 1978 VG5) a Naprendszer kisbolygóövében található aszteroida. Eleanor F. Helin és Schelte J. Bus fedezte fel 1978. november 7-én.